# Der arme Teufel
Der arme Teufel war eine US-amerikanische anarchistische Zeitschrift, erschienen in Detroit (Michigan) von 1884 bis 1900.

## Geschichte
Die ersten beiden Jahrgänge der Zeitschrift wurden im Sinne der Freidenker-Bewegung publiziert und enthielten hauptsächlich Artikel über das Thema Religionskritik. In der Ausgabe Nr. 583, Seite 83, vom 1. Februar 1886 erklärte der Herausgeber Robert Reitzel, dass Der arme Teufel nun eine anarchistische Publikation sei. Nach Max Nettlau war die Zeitschrift „eine Schatzgrube ernst und liebenswürdig freiheitlichen und rebellischen Fühlens und Denkens schneidendster Sozialkritik und Zerzausung der Autorität in all ihren offenen und verhüllten Formen“.  Die Hälfte der Beiträge wurden den Zeitschriften Gesellschaft, Zeit, Die Zukunft, dem Magazin für Literatur und dem Simplicissimus entnommen. Nach den damaligen Gesetzen wurden die Ausgaben 86, 88, 93, 100, 104 und 107 verboten. Der Untertitel lautete Organ der Arme Teufel Clubs und Themen der Politik sowie Literatur wurden bevorzugt. In 16 Jahrgängen wurden 822 Ausgaben herausgegeben. Nachfolger von Der arme Teufel waren die von Martin Drescher redigierten Zeitschriften Wolfsaugen, ein Blatt für freie Geister, erschienen um 1900 und Der Zigeuner (Chicago, um 1902).
Autoren und Mitarbeiter waren: Karl Henckell, John Henry Mackay, Christian Wagner, Leo Tolstoi, Adolf Ehrenberg, Franz Held, Eduard Fern, Georg Herwegh und andere.

## Gleichnamige anarchistische Zeitschriften
- Der arme Teufel, Herausgeber war Albert Weidner, die Redaktion führte Erich Mühsam. Erschienen von 1902 bis 1904.
- Der arme Teufel, erschienen in Nordböhmen (Österreich). 1906
- Der arme Teufel, Eine Ortszeitung in Ludwigshafen von der Freien Arbeiter-Union Deutschlands (FAUD). Erschienen um 1930.[2]